# Drachenjungfrau
Drachenjungfrau ist ein österreichischer Fernsehfilm aus der Landkrimi-Filmreihe aus dem Jahr 2016 von Catalina Molina mit Manuel Rubey, Stefanie Reinsperger und Patricia Aulitzky in den Hauptrollen. Die Premiere erfolgte im März 2016 auf der Diagonale, im ORF wurde der Film am 15. Dezember 2016 erstmals ausgestrahlt. Im ZDF wurde der Film erstmals am 11. Juni 2018 gezeigt. Das Drehbuch basiert auf dem Roman von Manfred Baumann, „Drachenjungfrau: Meranas vierter Fall“.

## Handlung
Mitten in der Nacht wird der Salzburger Kommissar Martin Merana vom Läuten seines Telefons geweckt, seine spirituell begabte Großmutter Kristina ist der Meinung, es müsse etwas Schreckliches passiert sein. Am darauffolgenden Tag wird in Krimml, wo Merana aufgewachsen ist und seine Großmutter wohnt, die Leiche einer 15-Jährigen bei den Krimmler Wasserfällen gefunden. Merana hatte den Ort seiner Kindheit verlassen und seitdem gemieden, nachdem er dort in seiner Kindheit schlechte Erfahrungen gemacht hatte. Bei dem Opfer handelt es sich um Laura Striegler, die am Tag davor die lokale Vorausscheidung einer Marketenderinnen-Misswahl gewonnen hatte. Einiges deutet zunächst auf einen Selbstmord hin, allerdings wird ein herzförmiger Stein gefunden, den jemand in die Hand der Toten gelegt haben muss. Der Mordfall erinnert an die Sage der titelgebenden „Drachenjungfrau“. 
Zusammen mit der Postenkommandantin Franziska Heilmayr begibt sich Merana auf die Suche nach Indizien und Spuren. Es gibt viele Verdächtige, einige wollten Laura nahe sein oder ihr sogar an die Wäsche gehen. Laura selbst mochte die von einem Regionalsender veranstaltete Misswahl nicht, sie fühlte sich von den einheimischen Männern bedrängt, insbesondere von Bürgermeister Erlinger, dem Erfinder des Wettbewerbes. Merana, der einst mit Lauras Mutter Alma liiert war und es zwischenzeitlich für möglich hält, deren Vater zu sein, sichtet unter anderem eine Video-Aufzeichnung der Veranstaltung, um die Zahl der Verdächtigen einzuschränken. Zu den Verdächtigen zählen neben Erlinger, der ein Alibi hat, auch Lauras Stiefvater (Meranas Erzfeind aus Kindheitstagen), Heilmayrs Kollege Ankerl, eine ausgebootete Misswahl-Kandidatin, sowie auch Lauras Freund, der über den Auftritt bei der Misswahl enttäuscht war.
Lauras Mutter, die Laura zur Teilnahme an dem Wettbewerb gedrängt hatte, offenbart Merana schließlich die Wahrheit, dass Laura vor ihren Augen Suizid beging, indem sie sich in den Wasserfall stürzte. Die verzweifelte Mutter legte ihrer toten Tochter den am Ufer liegenden Stein in die Hände.

## Produktion

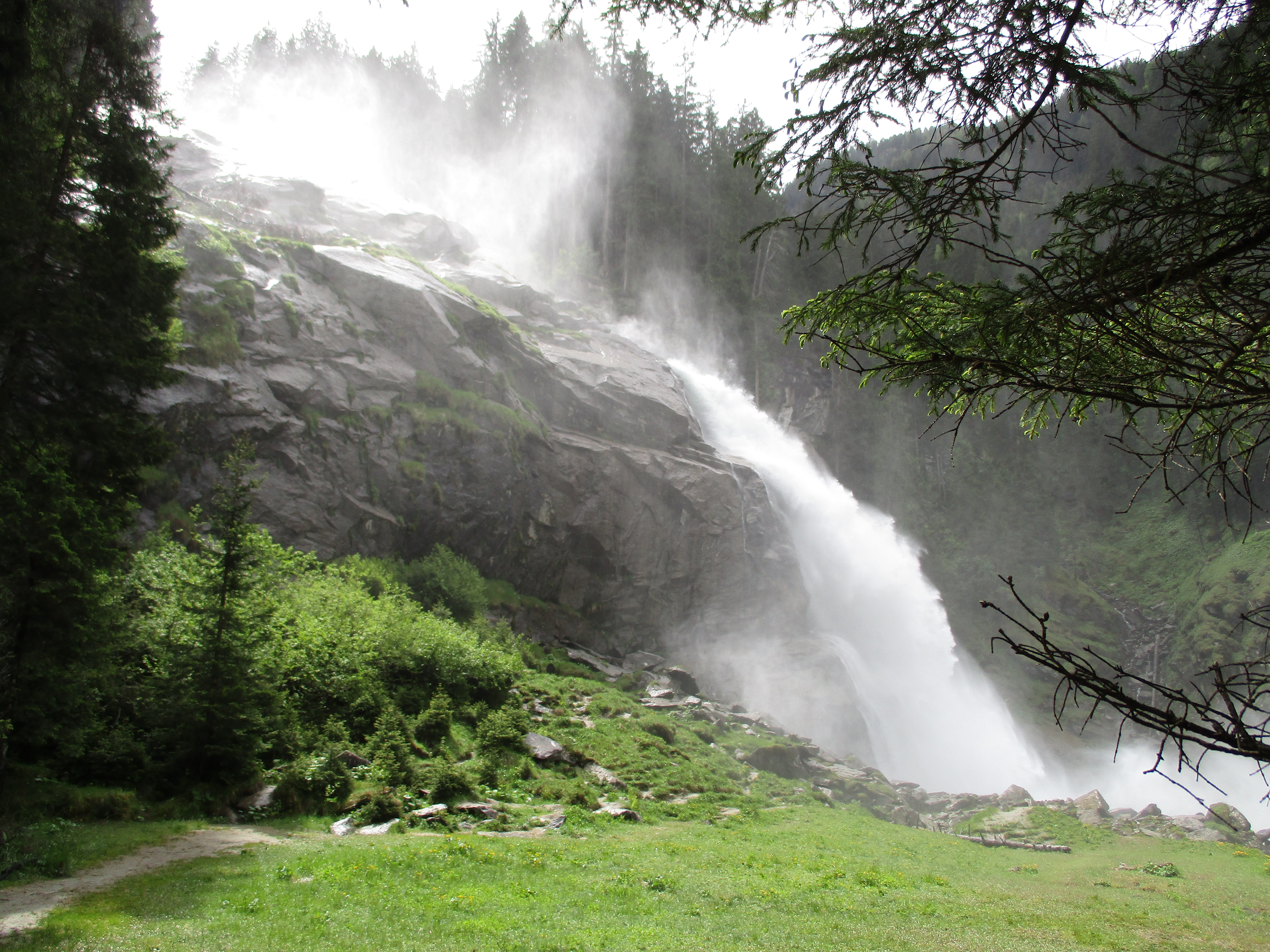
Einer der Drehorte: der untere Wasserfall der Krimmler Wasserfälle

Die Dreharbeiten fanden vom 17. Juni bis zum 15. Juli 2015 statt, gedreht wurde in Salzburg. Drehorte waren unter anderem Neukirchen am Großvenediger, Krimml mit den Krimmler Wasserfällen und Mühlbach.
Produziert wurde der Film von der Epo-Film, beteiligt war der Österreichische Rundfunk, unterstützt wurde die Produktion vom Fernsehfonds Austria und dem Land Salzburg.
Für das Kostümbild zeichnete Theresa Kopf verantwortlich, für den Ton Klaus Kellermann und für das Szenenbild Rudi Czettel. Bei dem Film handelt es sich um das Langspielfilmdebüt von Regisseurin Catalina Molina.

## Rezeption
In Österreich verfolgten den Film bei Erstausstrahlung im ORF 589.000 Zuschauer. Im ZDF sahen den Film bei Erstausstrahlung 5,09 Millionen Personen, der Marktanteil betrug 17,9 Prozent.
Volker Bergmeister schrieb auf tittelbach.tv: „Manuel Rubey überzeugt als Ermittler Merana, ein feines Ensemble um ihn herum macht das Spielfilmdebüt der Haneke-Schülerin Catalina Molina zu einem unterhaltsamen Krimi voller Schmäh, Spannung, Atmosphäre & lokalem Bezug.“
Tilmann P. Gangloff meinte auf evangelisch.de, dass sich die Krimispannung in Grenzen halte. Die Musik sei ebenso ungewöhnlich wie einige wirklich originelle Ideen. Die Figuren, auch jene, die nur mittelbar mit der Mördersuche zu tun haben, seien ebenfalls interessant. Star des Films sei allerdings der donnernde Wasserfall, dessen Imposanz Regisseurin und Kameramann vollauf gerecht würden.

## Auszeichnungen
- 2016: Biberacher Filmfestspiele – Fernsehbiber[10]